# Richie Stanaway

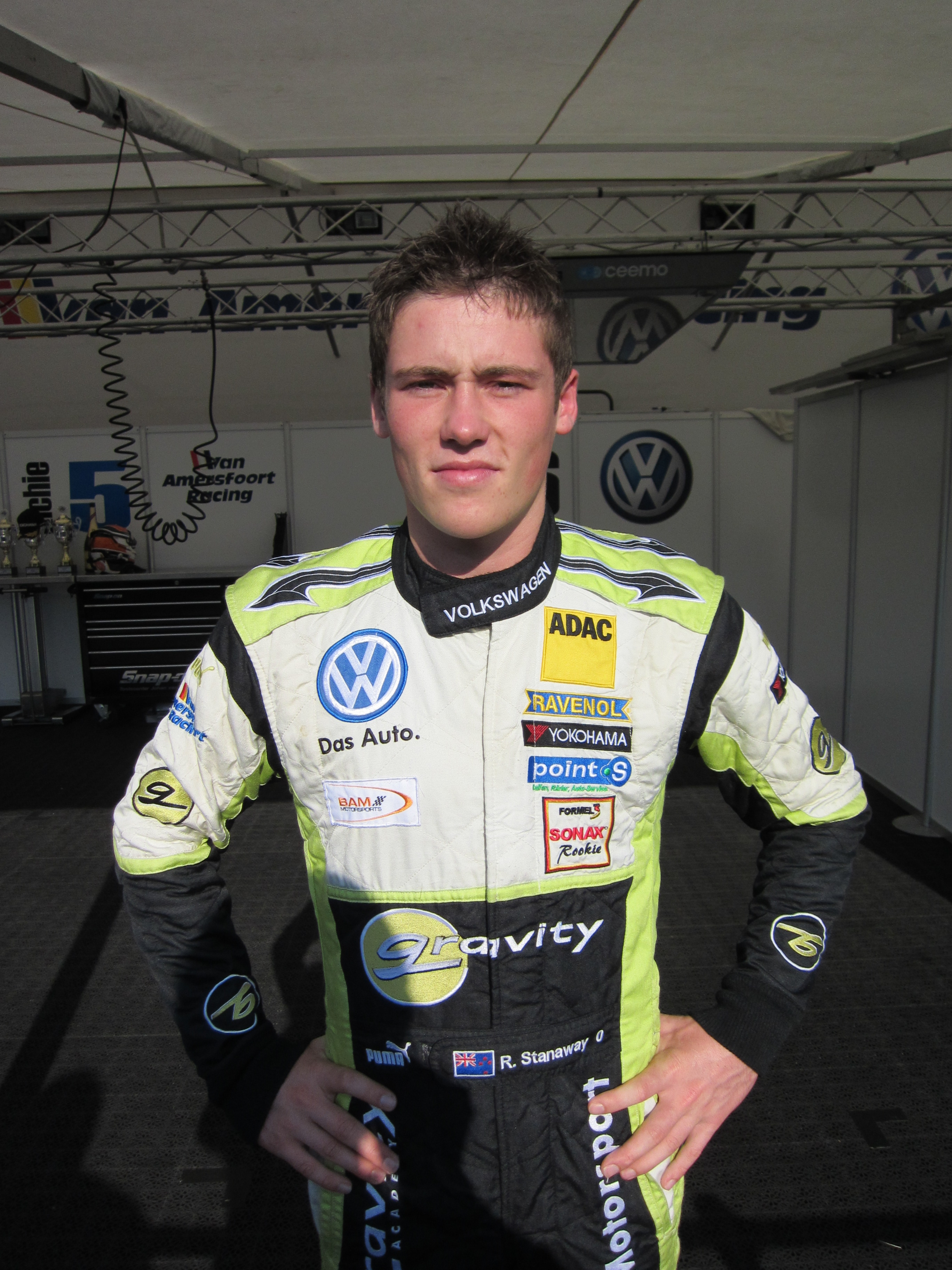
Richie Stanaway in 2011.

Richie Stanaway (Tauranga, 24 november 1991) is een autocoureur uit Nieuw-Zeeland.

## Carrière
Stanaway begon zijn carrière als motocrosser, voordat hij de overstap naar de speedway maakte op 12-jarige leeftijd. Vervolgens reed hij kort rond in het karting voordat hij zijn formuleracingdebuut maakte in 2007. Zijn belangrijkste overwinningen zijn het Nieuw-Zeelandse Formule Ford-kampioenschap voor het seizoen 2008-2009 en de ADAC Formel Masters in 2010.
Terwijl Stanaway comfortabel aan de leiding stond van het Duitse Formule 3-kampioenschap in 2011, waar hij reed voor het team Van Amersfoort Racing, verliet hij dit kampioenschap om in hetzelfde jaar in de GP3 Series te rijden voor het team Lotus ART, waar hij Pedro Nunes vervangt voor de rest van het seizoen, beginnend op het Belgische Spa-Francorchamps. De tweede race op dit circuit won hij nadat hij al van pole position was gestart. Hij bleef ook rijden in de Duitse Formule 3, waar hij met een ruime voorsprong op Marco Sørensen kampioen werd. In de GP3 werd hij twintigste in het kampioenschap.
In 2012 stapte Stanaway over naar de Formule Renault 3.5 Series, waar hij voor het team Lotus ging rijden. Dat jaar was hij tevens onderdeel van het Lotus F1 Team iRace Professional Programme, het opleidingsprogramma van het Formule 1-team van Lotus. Na een crash in het derde raceweekend op Spa brak hij zijn ruggenwervels en kwam de rest van het seizoen niet meer in actie, na enkel een zesde plaats te hebben behaald op het Motorland Aragón.
In 2013 keerde Stanaway terug in de autosport en maakte zijn debuut in de touring cars in de Porsche Supercup voor het team DAMS. In alle races die hij finishte scoorde hij punten, met als beste resultaat een vierde plaats op het Yas Marina Circuit, waardoor hij als twaalfde in het kampioenschap eindigde. Ook reed hij zes van de acht races in het FIA World Endurance Championship voor Aston Martin Racing in de LMGTE Pro-klasse.
In 2014 keerde Stanaway terug in het formuleracing, waarbij hij in de GP3 ging rijden voor Status Grand Prix. Na twee derde plaatsen behaalde hij op Silverstone zijn eerste overwinning van het seizoen. Op de Hungaroring behaalde hij een tweede overwinning en eindigde met drie andere podiumplaatsen als achtste in het kampioenschap met 125 punten. Ook keerde hij dat jaar terug voor de raceweekenden op Spa en de Moscow Raceway in de Formule Renault 3.5 voor Lotus als vervanger van de geblesseerde Matthieu Vaxivière, waar hij een podium behaalde in de laatste race in Moskou en als achttiende in het kampioenschap eindigde met 21 punten.
In 2015 maakt Stanaway zijn debuut in de GP2 Series voor Status Grand Prix. Daarnaast neemt hij deel aan het FIA World Endurance Championship voor Aston Martin Racing in de LMGTE Pro-klasse.